# Lasja Talachadze
Lasja Talachadze (georgiska: ლაშა ტალახაძე), född 2 oktober 1993, är en georgisk tyngdlyftare.

## Karriär
Talachadze har dominerat tyngdlyftningen i sin viktklass sedan han slog igenom i mitten av 2010-talet. Har har bland annat tagit guld vid OS 2016, 2020 och 2024. Han har även tagit VM-guld åren 2015-2023. Mellan 2016 och 2023 har tagit 7 EM-guld.